# Gnathusa grandiceps
Gnathusa grandiceps är en skalbaggsart som först beskrevs av Thomas Casey 1911.  Gnathusa grandiceps ingår i släktet Gnathusa och familjen kortvingar. Inga underarter finns listade i Catalogue of Life.